# The Moth and the Flame (film 1915)
The Moth and the Flame è un film muto del 1915 diretto da Sidney Olcott.

## Trama
In Inghilterra, Jeanette Graham viene abbandonata insieme al suo bambino dall'amante, Edward Fletcher che la lascia per partire per gli Stati Uniti. A New York, Fletcher si innamora di Marion Walton, una studentessa di Yale che accetta la sua corte nonostante Douglas, un suo ex, cerchi di metterla in guardia contro di lui. Prima di sposarla, Fletcher presta del denaro al padre di Marion che si trova in guai finanziari. Durante la cerimonia di nozze, quando il pastore chiede se qualcuno dei presenti conosce qualche impedimento al matrimonio, dal fondo si presenta Jeannette che mostra a tutti il bambino che ha avuto da Fletcher. Con il cuore spezzato, Marion restituisce i regali e accetta di sposare Douglas che rifonde Fletcher del denaro che aveva imprestato a Walton. Jeannette e Fletcher, dopo essersi riconciliati, iniziano una nuova vita con il loro bambino.

## Produzione
Il film fu prodotto dalla Famous Players Film Company

## Distribuzione
Distribuito dalla Paramount Pictures, uscì nelle sale cinematografiche USA il 13 maggio 1915.